# دوري المقاطعات الشمالي الغربي 2003–04
دوري المقاطعات الشمالي الغربي 2003–04 هو موسم من دوري المقاطعات الشمالي الغربي. فاز فيه Clitheroe F.C. ‏.

## نتائج الموسم
فاز فريق كرة قدم بنادي كليثرو بلقب البطولة